# Salkove
Salkove (în ucraineană Салькове) este o așezare de tip urban din raionul Haivoron, regiunea Kirovohrad, Ucraina. În afara localității principale, nu cuprinde și alte sate.

## Demografie
Componența lingvistică a așezării de tip urban Salkove
     Ucraineană (96,32%)
     Rusă (2,89%)
     Alte limbi (0,75%)
Conform recensământului din 2001, majoritatea populației așezării de tip urban Salkove era vorbitoare de ucraineană (96,32%), existând în minoritate și vorbitori de rusă (2,89%).